# Onthophagus paravinctus
Onthophagus paravinctus é uma espécie de inseto do género Onthophagus, família Scarabaeidae, ordem Coleoptera.
Foi descrita cientificamente por Tagliaferri & Moretto em 2012.